# Гимн Исландии
Lofsöngur (в переводе с исл. «гимн»), также известен как Ó Guð vors lands («Бог нашей страны») — гимн Исландии, написан в 1874 году. Автор слов — Маттиас Йохумссон, композитор — Свейнбьёрн Свейнбьёрнссон.
В оригинале имеет три куплета, но в большинстве случаев исполняется только первый.

## Исландский текст гимна
Ó, guð vors lands! Ó, lands vors guð!

Vér lofum þitt heilaga, heilaga nafn!

Úr sólkerfum himnanna hnýta þér krans

þínir herkarar, tímanna safn.

Fyrir þér er einn dagur sem þúsund ár

og þúsund ár dagur, ei meir:

eitt eilífðar smáblóm með titrandi tár,

sem tilbiður guð sinn og deyr.

Íslands þúsund ár,

eitt eilífðar smáblóm með titrandi tár,

sem tilbiður guð sinn og deyr.
Ó, guð, ó, guð! Vér föllum fram

og fórnum þér brennandi, brennandi sál,

guð faðir, vor drottinn frá kyni til kyns,

og vér kvökum vort helgasta mál.

Vér kvökum og þökkum í þúsund ár,

því þú ert vort einasta skjól.

Vér kvökum og þökkum með titrandi tár,

því þú tilbjóst vort forlagahjól.

Íslands þúsund ár,

voru morgunsins húmköldu, hrynjandi tár,

sem hitna við skínandi sól.
Ó, guð vors lands! Ó, lands vors guð!

Vér lifum sem blaktandi, blaktandi strá.

Vér deyjum, ef þú ert ei ljós það og líf,

sem að lyftir oss duftinu frá.

Ó, vert þú hvern morgun vort ljúfasta líf,

vor leiðtogi í daganna þraut

og á kvöldin vor himneska hvíld og vor hlíf

og vor hertogi á þjóðlífsins braut.

Íslands þúsund ár,

verði gróandi þjóðlíf með þverrandi tár,

sem þroskast á guðsríkis braut.

## Перевод на русский
О, боже нашей страны! О, нашей страны ты боже!

Славим мы твоё святое имя, имя святое!

От закатов небес ты нам завязываешь венок!

Твои воины, твоё хранилище!

Для тебя один день подобен на тысячу лет

и тысячу лет в день, не больше:

один вечный цветок с трепетными слезами,

который покланяется богу и умирает.

Тысяча лет Исландии,

один вечный цветок с трепетными слезами,

который покланяется богу и умирает.
О, боже! О, боже! Мы падаем вперёд

и принесём тебе в жертву

горящую и горящую душу,

боже отец, наш господь из поколения в поколение,

и мы взываем к нашему священному делу.

Мы плачем и благодарим тысячу лет,

потому что ты наше единственное убежище.

Мы плачем и благодарим тебя трепетными слезами, ибо ты нам приготовил колесо судьбы!

Тысяча лет Исландии,

утро было холодным, слёзы от обморока,

согретый сияющим солнцем.
О, боже нашей страны! О, нашей страны ты боже!

Мы живём, как хлопающая, хлопающая соломинка.

Мы умрём, если ты не свет и жизнь,

это нас из праха поднимает.

О, будешь ты каждое утро нашей самой сладкой жизнью,

наш главарь сегодня озадачен,

а ночью наш небесный покой и щит,

и наш герцог на жизненном пути.

Тысяча лет Исландии,

пусть будет исцеляющая нация со слезами, падающими,

которые созревают на божьем пути.